# Кисурин, Евгений Владимирович
Евге́ний Влади́мирович Кису́рин (28 января 1969, Новосибирск, РСФСР, СССР) — советский и российский баскетболист; тренер. Рост — 208 см. Заслуженный мастер спорта России (1994).

## Биография
Баскетболом начал заниматься в Новосибирске. Первый тренер — Виталий Федорович Уткин, который заметил юного таланта на уроке физкультуре в школе.
По окончании школы Уткин отправил Кисурина в Ленинград к своему другу Владимиру Петровичу Кондрашину. Кисурина зачислили в ленинградский «Спартак» и одновременно с этим, по совету Кондрашина, поступил в Ленинградский кораблестроительный институт. Частые разъезды и игры привели к тому, что Кисурин через два года перевелся в институт физкультуры.
В 1989 году впервые был вызван в сборную СССР.

## Карьера
8 апреля 2013 года назначен исполняющим обязанности главного тренера БК «Спартак» (Санкт-Петербург).

## Достижения
- Серебряный призёр ЧМ-1994, 1998
- Бронзовый призёр ЧЕ-97.
- Серебряный призёр юношеского ЧЕ-90.
- Участник юношеского ЧЕ-88 (5-е место)
- В 1997 г. участвовал в матче всех звезд Европы.
- Чемпион СНГ 1992 года, серебряный призёр чемпионата СССР 1991
- Трёхкратный чемпион России 1994/95, 1995/96, 1998/99
- Двукратный чемпион Хорватии 1996/97, 1997/98
- Обладатель Кубка СССР 1987
- Бронзовый призёр Евролиги-95/96